# Système de contrôle des batteries d'accumulateurs
 (juillet 2012).
Si vous disposez d'ouvrages ou d'articles de référence ou si vous connaissez des sites web de qualité traitant du thème abordé ici, merci de compléter l'article en donnant les références utiles à sa vérifiabilité et en les liant à la section « Notes et références ».
Pour les articles homonymes, voir BMS.
Le système de contrôle des batteries d'accumulateurs (battery management system ou BMS en anglais, ou encore boitier état de charge batterie ou BECB) est un système électronique permettant le contrôle et la charge des différents éléments d'une batterie d'accumulateurs.

## Fonctions

### Moniteur
Un BMS est un élément indispensable sur tous les packs batteries. Il surveille l'état de différents éléments de la batterie, tels que : 
- tension : totale ou des cellules individuelles ;
- température : température moyenne, température d'admission de liquide de refroidissement, température de sortie de liquide de refroidissement, ou températures des cellules individuelles ;
- état de charge (SOC pour State Of Charge) ou la profondeur de décharge (DOD pour Depth Of Decharge) : indique le niveau de charge de la batterie ;
- état de santé (SOH pour State Of Health) : mesure définie de l'état général de la batterie ;
- débit du réfrigérant : air ou fluides batteries ;
- courant : dans ou hors batterie[2].

#### Système de récupération d'énergie
Le BMS permet dans certains cas de recharger la batterie en redirigeant l'énergie récupérée lors du freinage vers le pack batteries.

### Calcul
Un BMS permet le suivi de données telles que :
- le courant de charge maximum (CCA pour Cold Cranking Amps) ;
- le courant de décharge maximum (DCL) ;
- l'énergie fournie depuis la dernière charge ou le dernier cycle de charge ;
- l'énergie totale utilisée depuis la première utilisation ;
- le temps total de fonctionnement depuis la première utilisation.

### Protection de la batterie
Un BMS protège sa batterie en l'empêchant de fonctionner en dehors de sa plage de fonctionnement typique :
- sur-intensité ;
- surtension (lors du chargement) ;
- sous-tension (lors de la décharge), particulièrement important pour le plomb-acide et cellules Li-ion ;
- surchauffe ;
- sous-température ;
- sur-pression (NiMH batteries).

Le BMS empêche la batterie de fonctionner en dehors de sa plage de fonctionnement typique, grâce à :
- un interrupteur interne ;
- des dispositifs externes à la batterie qui permettent de réduire ou de mettre fin à son utilisation ;
- un contrôle de l'environnement, par des radiateurs, des ventilateurs, des climatiseurs ou des réfrigérants liquides[3].

### Optimisation
Afin d’optimiser les capacités de la batterie et d'empêcher les sous-tensions ou surtensions, le BMS veille activement à l’équilibrage des charges de toutes les cellules de la batterie. 
Le BMS équilibre les cellules grâce :
- à un phénomène de by-pass ;
- au reversement du surplus énergétique à partir des cellules les plus chargées vers les cellules les moins chargées (équilibreur) ;
- à la réduction du courant de charge à un niveau suffisamment bas pour ne pas endommager les cellules complètement chargées tout en continuant la charge vers les autres cellules (ne s'applique pas aux cellules lithium) ;
- à une charge modulaire.

## Topologie
Il existe différents types de BMS qui peuvent varier en fonction de la complexité et des performances demandées :
- simples régulateurs passifs permettant d'atteindre un équilibre entre chacune des cellules en « by-passant » certaines cellules lorsque leur tension atteint un certain niveau[4] ;
- régulateurs actifs intelligents permettant d'allumer et d'interrompre une partie du chargement afin de réaliser l'équilibrage de charge ;
- BMS complet signalant l'état de la batterie grâce à l'affichage, et protégeant la batterie d'un dysfonctionnement.

Les BMS peuvent être organisés en trois catégories :
- les BMS centralisés : un seul contrôleur est connecté à des cellules de batterie à travers une multitude de fils ;
- les BMS distribués : un contrôleur est installé sur chaque cellule, avec seulement un câble de communication unique entre la batterie et le contrôleur ;
- les BMS modulaires : plusieurs contrôleurs reliés à un certain nombre de cellules, accompagnés d'une communication entre les contrôleurs[5].

Les BMS centralisés sont plus économiques, moins flexibles, et sont accompagnés d'une multitude de fils de connexion. Les BMS distribués sont généralement plus chers, plus simples à installer, et ont un aspect plus propre. Les BMS modulaires offrent un bon compromis entre les avantages et les inconvénients des deux autres topologies.
Les exigences relatives à un BMS dans les applications mobiles (comme pour les véhicules électriques) et les applications stationnaires (comme pour les panneaux photovoltaïques ou les éoliennes) sont différentes, en particulier par rapport au poids ou à l'espace utilisé, de sorte que les intégrations matérielles et logicielles doivent être adaptées à l'utilisation spécifique de chaque produit. Dans le cas des véhicules électriques ou hybrides, le BMS est seulement un sous-système et ne peut pas fonctionner comme un périphérique autonome. Il doit communiquer avec au moins un chargeur (ou infrastructure de charge), une charge, une gestion thermique et un sous-systèmes d'arrêt d'urgence. Par conséquent, pour avoir un bon design de BMS dans un véhicule, il faut l'intégrer avec les sous-systèmes. Certaines applications mobiles (comme pour les chariots de matériel médical, les fauteuils roulants motorisés, les scooters et les chariots élévateurs à fourche) ont souvent du matériel externe de charge, mais le BMS à bord doit toujours être étroitement intégré avec le chargeur externe lors de sa conception.